# Kōstas Choumīs
Kōnstantinos Choumīs, detto Kōstas (in greco:  Κωνσταντίνος "Kώστας" Χούμης, in rumeno: Constantin Humis; Il Pireo, 20 novembre 1913 – 20 luglio 1981), è stato un calciatore greco naturalizzato rumeno, di ruolo attaccante.

## Palmarès

### Club
- Coppa di Grecia: 1

Ethnikos Pireo: 1932-1933
- Liga I: 3

Venus Bucarest: 1936-1397, 1938-1939, 1939-1940